# Darevskia
Darevskia je rod skalních ještěrek, rozšířených od Balkánského poloostrova po severní Írán, s největší druhovou bohatostí na Kavkaze. Ještěrky rodu Darevskia byly prvními plazy, u nichž byla prokázána obligátní partenogeneze. Objev učinil v 50. letech 20. století ruský herpetolog Ilja Darevskij, po němž byl rod později pojmenován.

## Charakteristika
Malé ještěrky s relativně plochou hlavou a tělem, přizpůsobené životu na skalních stěnách. Délka těla se pohybuje mezi 50–85 mm. Ocas je zhruba dvakrát delší než tělo. Samci jsou v období rozmnožování o něco pestřeji zbarvení než samice. S výjimkou tří pozemních druhů (D. praticola, D. pontica a D. derjugini) obývají hlavně skály, hromady kamení i zdi lidských staveb, někdy ve značných počtech. Vyskytují se od mořského pobřeží až do nadmořské výšky 3 000 m n. m. Upřednostňují stanoviště v křovinatých, lesnatých či horských oblastech. Suchým a vyprahlým lokalitám se vyhýbají. Rozmnožování probíhá od května do července. Samice obvykle kladou 2–7 vajíček. Mláďata se líhnou koncem léta. Pohlavní dospělosti dosahují v 2-3 letech života a dožívají se až 13 let. Hlavní složkou potravy je hmyz a různí bezobratlí.

## Partenogeneze
Schopnost rozmnožovat se neoplodněnými vajíčky byla dosud popsána u sedmi druhů rodu Darevskia. Všechny se vyskytují v oblasti Malého Kavkazu a východní Anatolie. Všechny druhy, včetně partenogenetických jsou diploidní (2n = 38). V přírodě běžně dochází i ke křížení partenogenetických druhů s rodičovskými, jejich potomstvo jsou však zpravidla sterilní triploidi.
Partenogenetické ještěrky rodu Darevskia jsou hybridního původu, stejně jako řada dalších partenogenetických živočichů. Na jejich vzniku se podílel omezený počet rodičovských druhů, z nichž dva přispěly mateřským genomem (D. raddei/nairensis, D. mixta) a minimálně dva otcovským (D. portschinskii, D. valentini). Mechanismus partenogeneze spočívá s největší pravděpodobností ve splynutí oocytu s jedním z polárních tělísek.

## Druhy
- Darevskia alpina (Darevsky, 1967)
- Darevskia armeniaca * (Méhely, 1909)
- Darevskia bendimahiensis * (Schmidtler, Eiselt & Darevsky, 1994)
- Darevskia bithynica (Méhely, 1909)
- Darevskia brauneri (Méhely, 1909)
- Darevskia caspica Ahmadzadeh et al., 2013
- Darevskia caucasica (Méhely, 1909) - ještěrka kavkazská
- Darevskia chlorogaster (Boulenger, 1908)
- Darevskia clarkorum (Darevsky & Vedmederja, 1977)
- Darevskia daghestanica (Darevsky, 1967)
- Darevskia dahli * (Darevsky, 1957)
- Darevskia defilippii (Camerano, 1877)
- Darevskia derjugini (Nikolsky, 1898)
- Darevskia dryada (Darevsky & Tuniyev, 1997)
- Darevskia kamii Ahmadzadeh et al., 2013
- Darevskia kopetdaghica Ahmadzadeh et al., 2013
- Darevskia lindholmi (Szczerbak, 1962)
- Darevskia mixta (Méhely, 1909)
- Darevskia nairensis (Darevsky, 1967)
- Darevskia parvula (Lantz & Cyrén, 1913)
- Darevskia pontica (Lantz & Cyrén, 1918)
- Darevskia portschinskii (Kessler, 1878)
- Darevskia praticola (Eversmann, 1834) - ještěrka luční
- Darevskia raddei (Boettger, 1892)
- Darevskia rostombekowi * (Darevsky, 1957)
- Darevskia rudis (Bedriaga, 1886)
- Darevskia sapphirina * (Schmidtler, Eiselt & Darevsky, 1994)
- Darevskia saxicola (Eversmann, 1834) - ještěrka skalní
- Darevskia schaekeli Ahmadzadeh et al., 2013
- Darevskia steineri (Eiselt, 1995)
- Darevskia szczerbaki (Lukina, 1963)
- Darevskia unisexualis * (Darevsky, 1966) - ještěrka dívčí
- Darevskia uzzelli * (Darevsky & Danielyan, 1977)
- Darevskia valentini (Boettger, 1892) - ještěrka Valentinova

* partenogenetické druhy